# Higgins Duplex
Higgins Duplex  es un edificio histórico ubicado en Opa-locka, Florida.  Higgins Duplex se encuentra inscrito  en el Registro Nacional de Lugares Históricos desde el 17 de agosto de 1987.  

## Ubicación
Higgins Duplex se encuentra dentro del condado de Miami-Dade en las coordenadas 25°54′20″N 80°14′53″O / 25.905556, -80.248056.